# Regionsvalget i Venezuela 2012
Regionsvalget' i Venezuela 2012 blev afholdt i Venezuela den 16. december 2012 for at vælge guvernører og lokale lovgivere. Resultatet af valget var at Venezuelas Socialistiske Enhedsparti, der allerede havde statsmagten, fik valgt guvernører i 20 ud af 23 stater, hvilket var en forbedring fra de 18 guvernørposter partiet fik ved regionsvalget i 2008. Stemmeprocenten var 53%.